# Ton Wickel
Ton Wickel (Rotterdam, 29 juni 1953) is een voormalig profvoetballer van onder meer Ajax.
Wickel maakte begin jaren zeventig zijn debuut in het profvoetbal voor Excelsior. Hier maakte de jonge verdediger in het seizoen 1974-1975 aan de zijde van Rinus Israël zoveel indruk dat hij een transfer naar Ajax afdwong. Wickel was een aankoop van trainer Hans Kraay sr. maar had de pech dat deze aan het begin van het seizoen 1975-1976 werd ontslagen. Mede hierdoor brak Wickel in Amsterdam nooit echt door en kwam hij niet verder dan zeven competitiewedstrijden. In 1977 werd hij overgenomen door FC Utrecht, maar een seizoen later vertrok hij alweer naar FC Den Haag. Hier bleef hij nog drie seizoenen actief alvorens hij half 1981 op 28-jarige leeftijd een punt zette achter zijn loopbaan in het betaalde voetbal.